# Parâmetros de rede

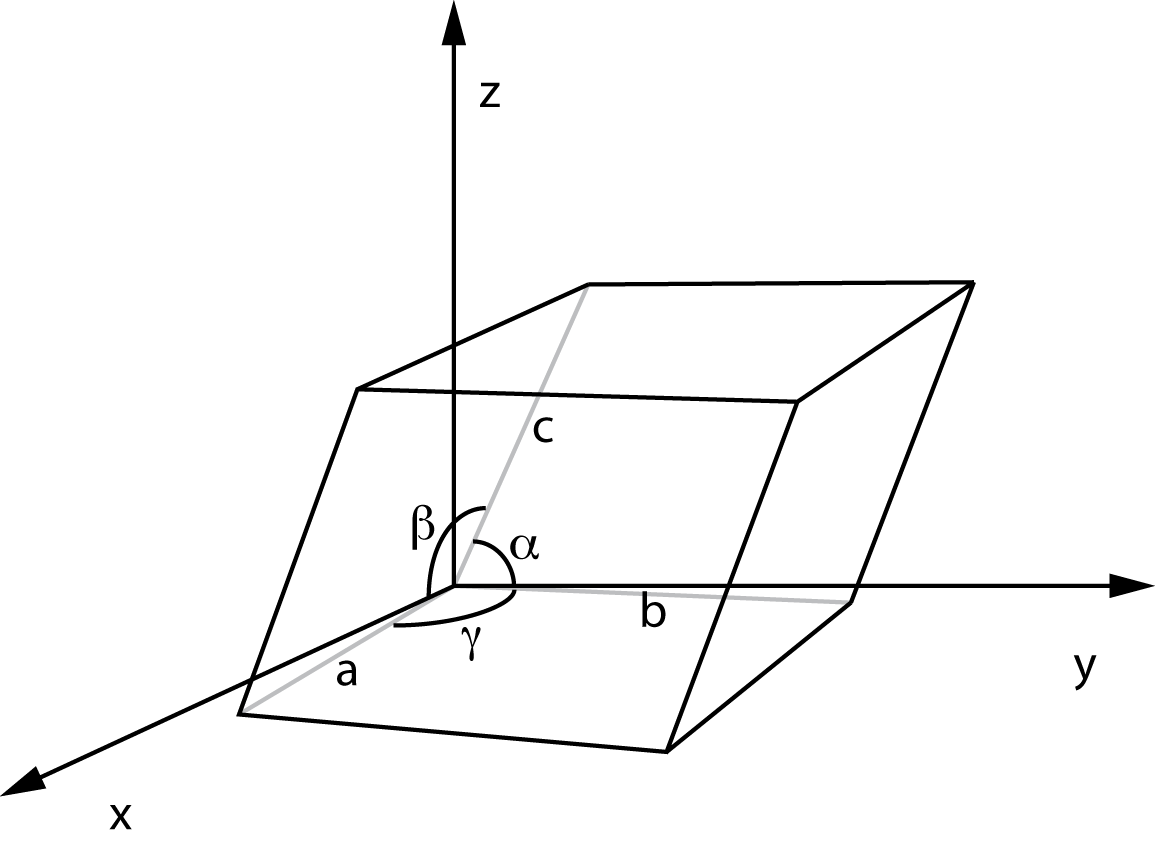
Parâmetros de rede usando um modelo paralelepipédico com distâncias a, b, c e ângulos dados por α,β,γ.

Constante de rede ou parâmetros de rede são grandezas utilizadas para descrever a célula unitária de uma estrutura cristalina. Compreende três comprimentos {\displaystyle a}, {\displaystyle b}, {\displaystyle c} e três ângulos α, β, γ. Os parâmetros cristalinos {\displaystyle a}, {\displaystyle b} e {\displaystyle c} são medidos em angstrom (Å) ou nanometros (nm). Os ângulos α, β e γ são medidos em graus (º). Os parâmetros cristalinos de determinado material não são constantes, variando em função da temperatura, pressão, etc., sendo por este motivo preferível falar-se de "parâmetros de rede" ou "parâmetros cristalinos" para descrever a estrutura.